# Vörös légivadász
A vörös légivadász (Pyrrhosoma nymphula) a rovarok (Insecta) osztályának szitakötők (Odonata) rendjébe, ezen belül az egyenlő szárnyú szitakötők (Zygoptera) alrendjébe és a légivadászok (Coenagrionidae) családjába tartozó faj.

## Előfordulása
A vörös légivadász egész Európában honos. Magyarországon helyenként tömegesen is előfordul. Teljes elterjedési területe Anatóliáig húzódik, a hegységekben 1200 méter magasságig megtaláljuk.

## Megjelenése
A vörös légivadász 3,5 centiméter hosszú, szárnyfesztávolsága 4,5 centiméter. A test mindkét nemnél erőteljes, felül sötétpiros, alul sárgás. A fej és a lábak feketék, a szárnyjegy szürkésbarna.

## Életmódja
A vörös légivadász lassan folyó folyók és állóvizek lakója, de dús növényzetű vizesárkok vagy csatornák mentén is megtaláljuk. Napközben a pihenő állatok szárnyaikat könnyedén kifeszítve tartják, míg éjszaka szorosan összesimítják. Az első állatok – mindenkori élőhelyük tengerszint feletti magasságától függően – május elején, az utolsók szeptember elején repülnek. Az egyik legkorábbi légivadászfaj.

## Szaporodása
Párosodási és peterakási módja a többi légivadászéhoz hasonló. A peték lerakásakor a hím kíséri a nőstényt. Az imágó kifejlődéséhez 1 év szükséges.

## Képek

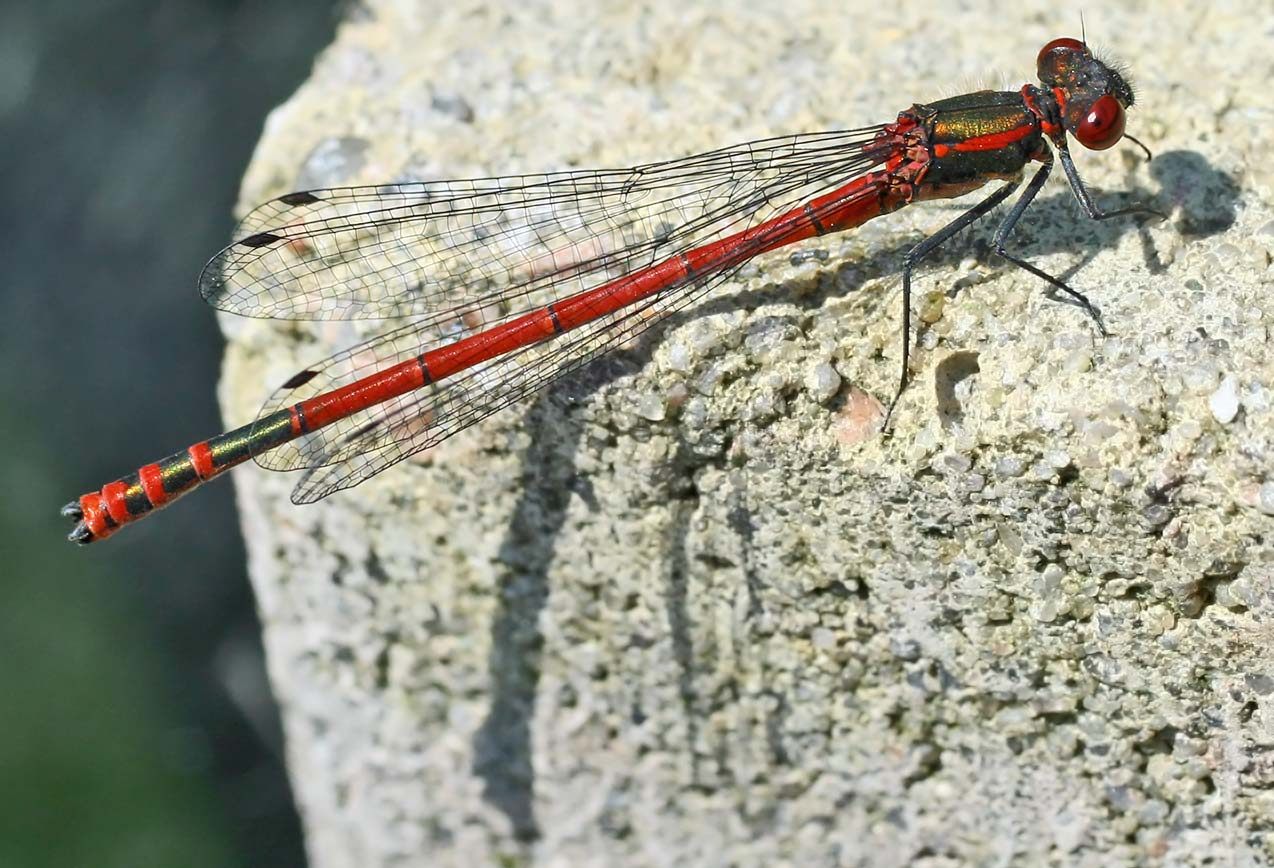
Kifejlett
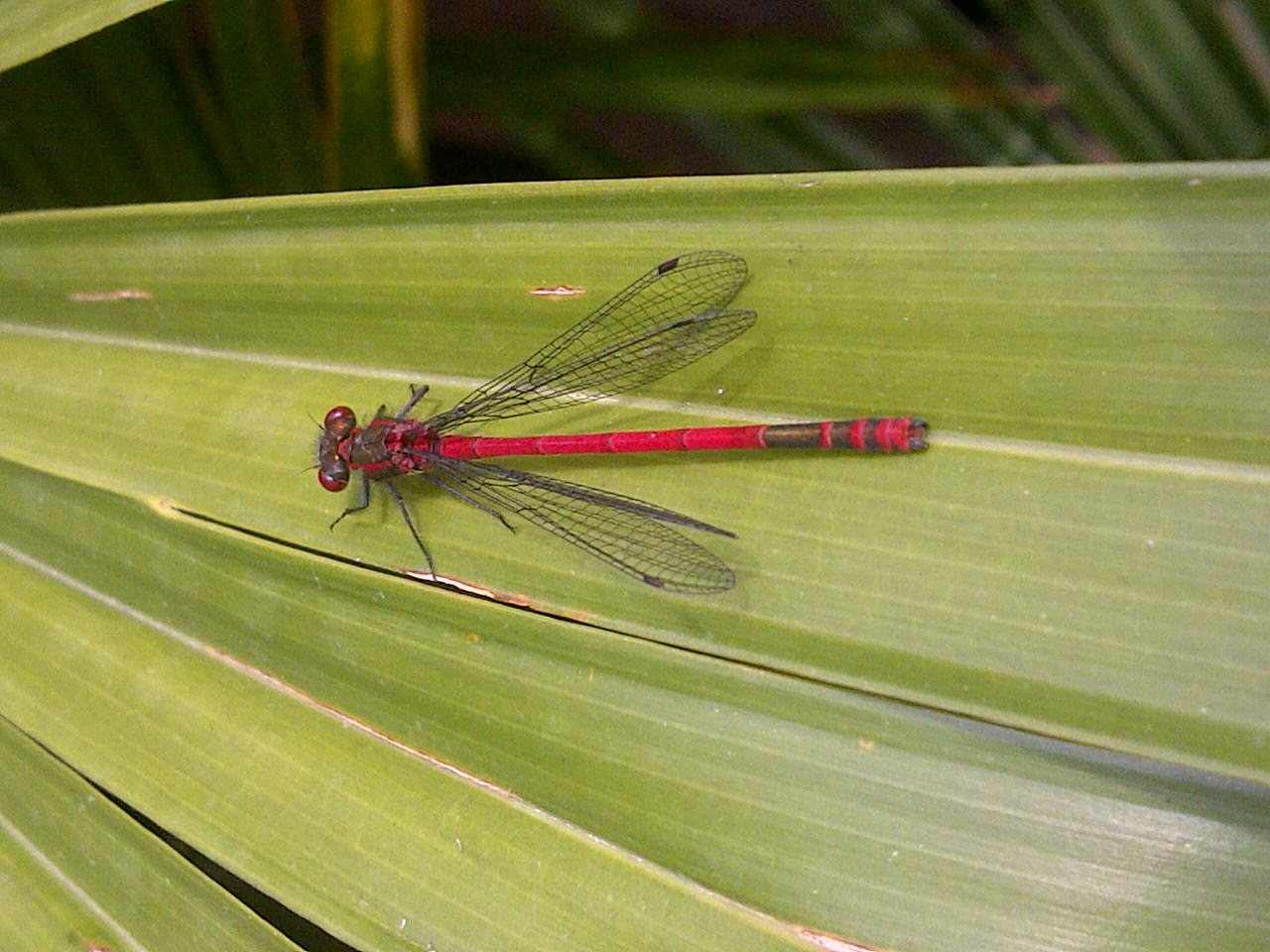
példány
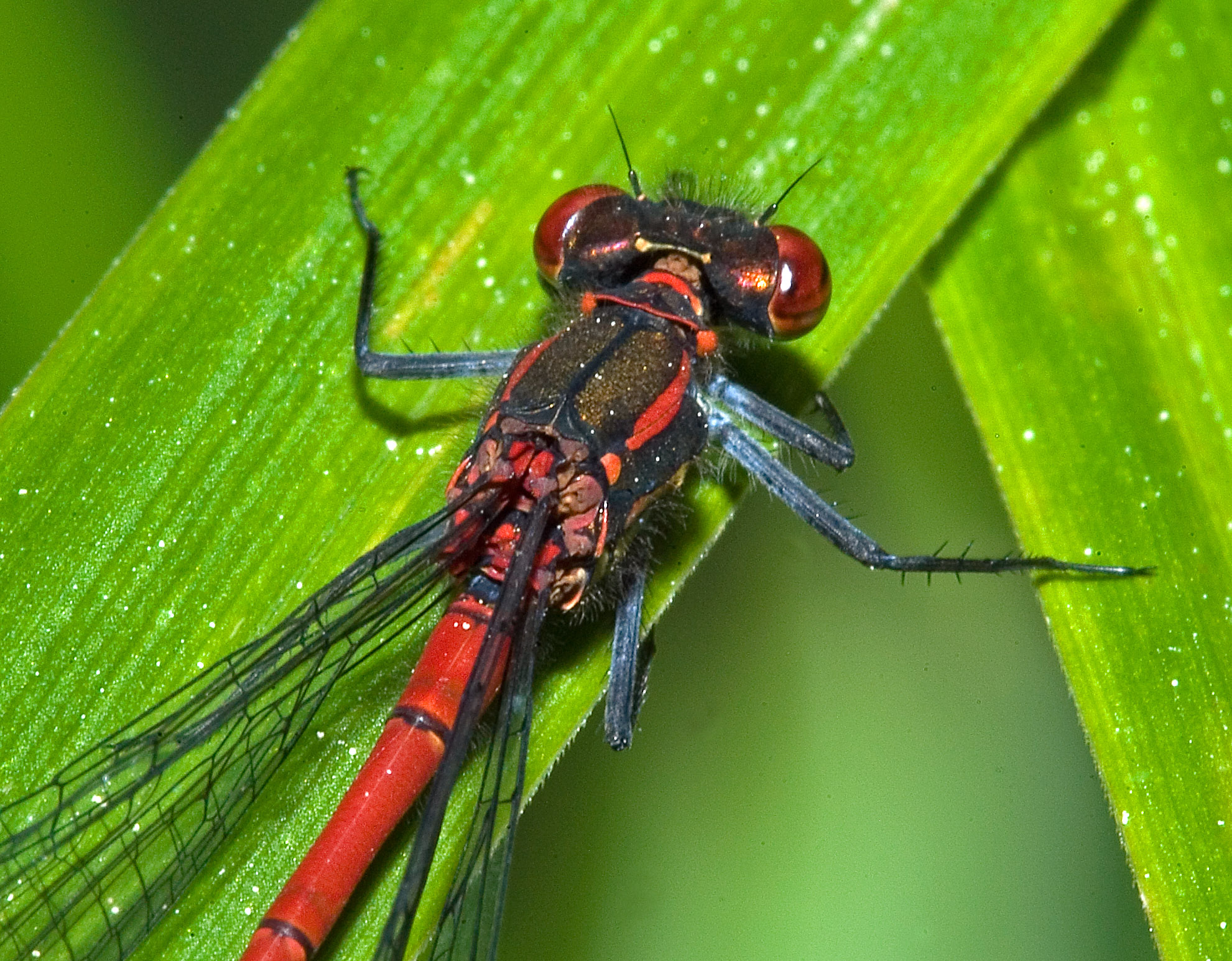
A háti mintázata
A rovar szemből
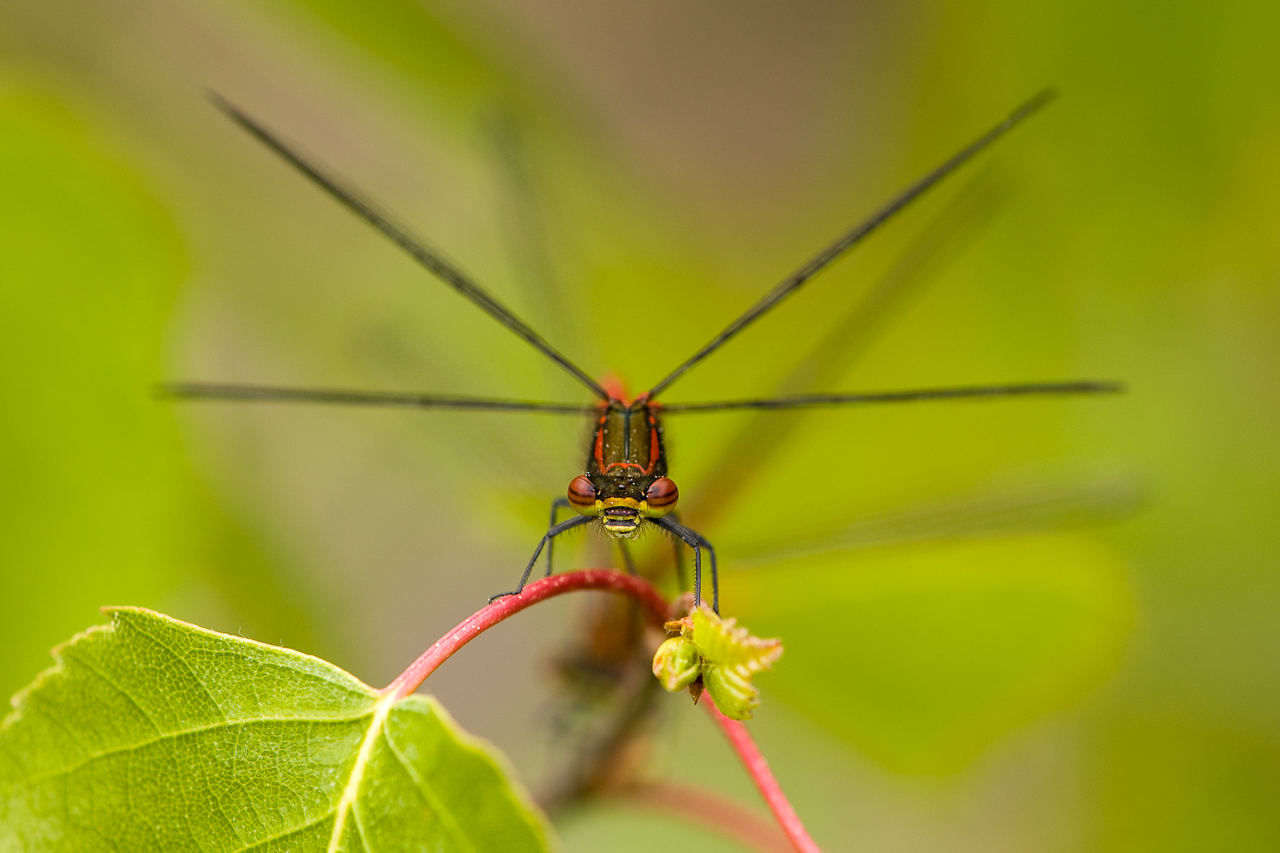
és a szárnyai repülés előtt
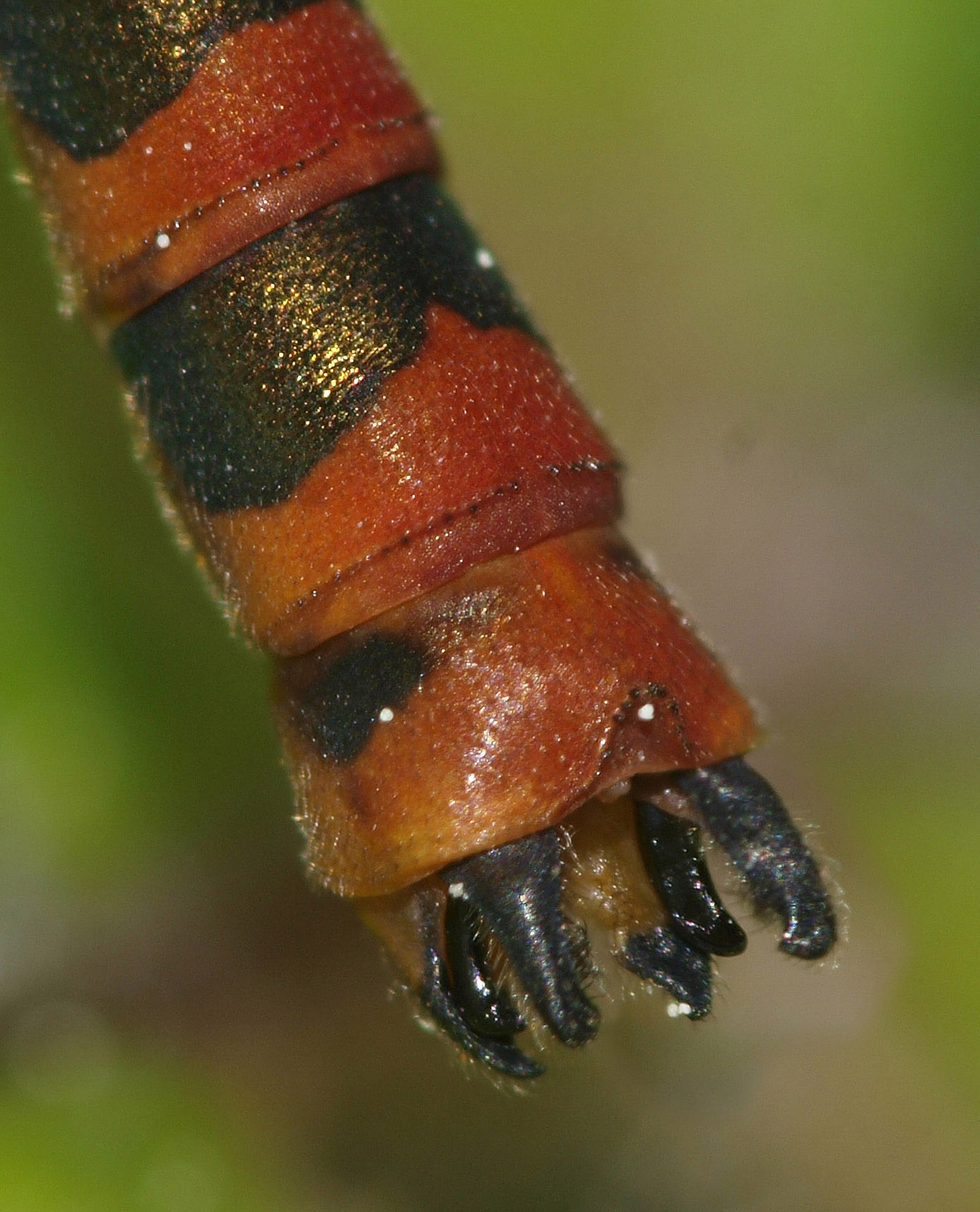
A hím fogófarka
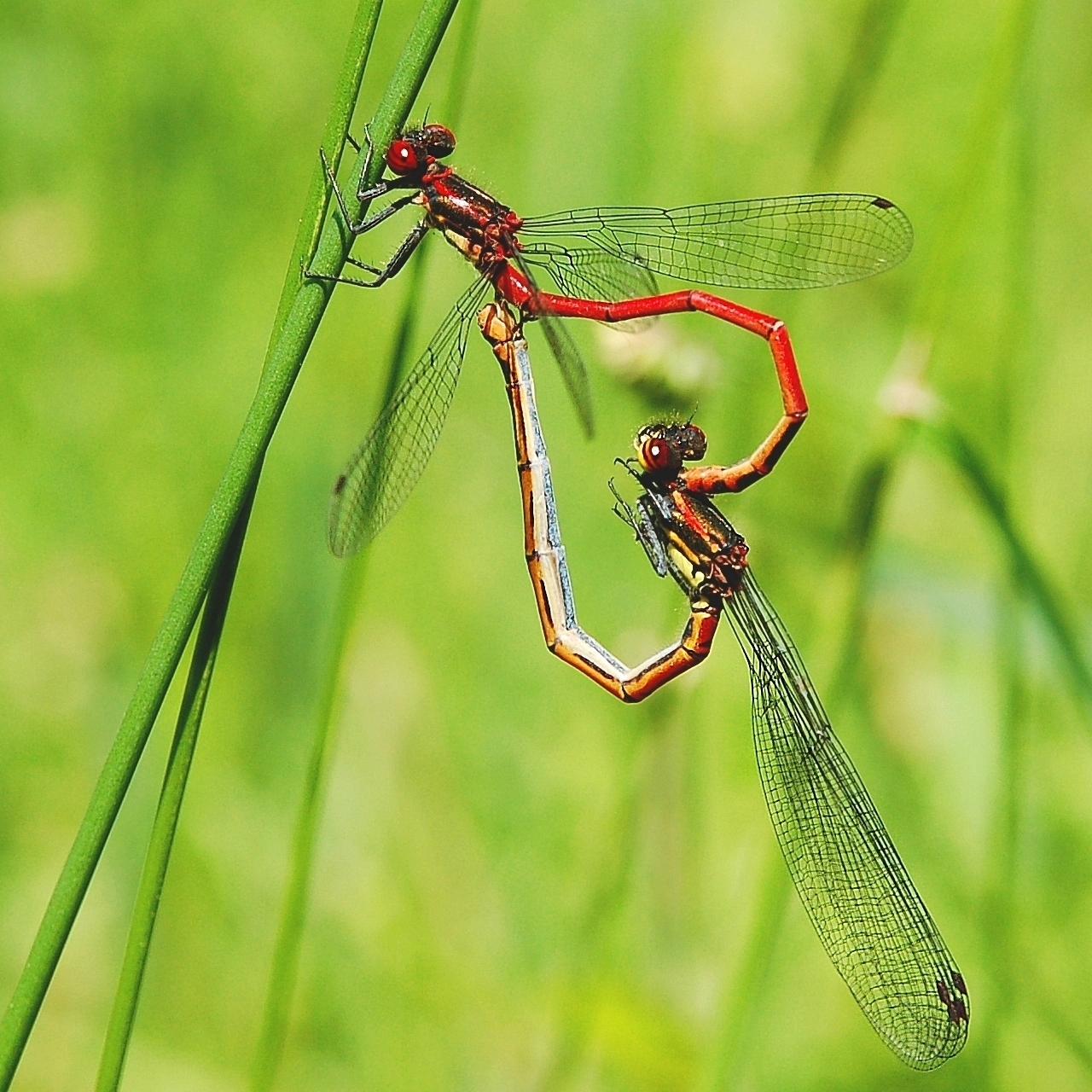
Párosodás közben
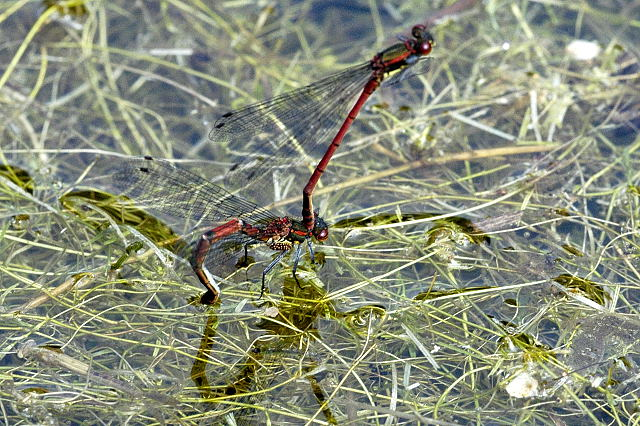
és peterakás közben
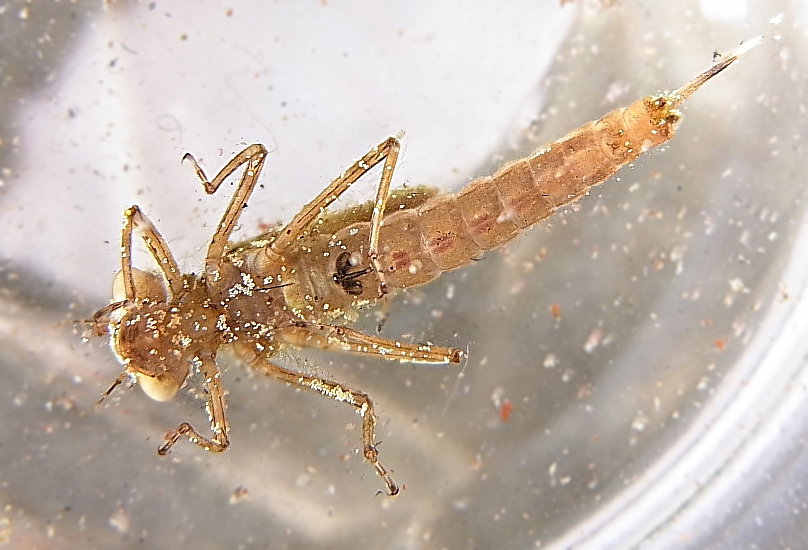
A lárvája
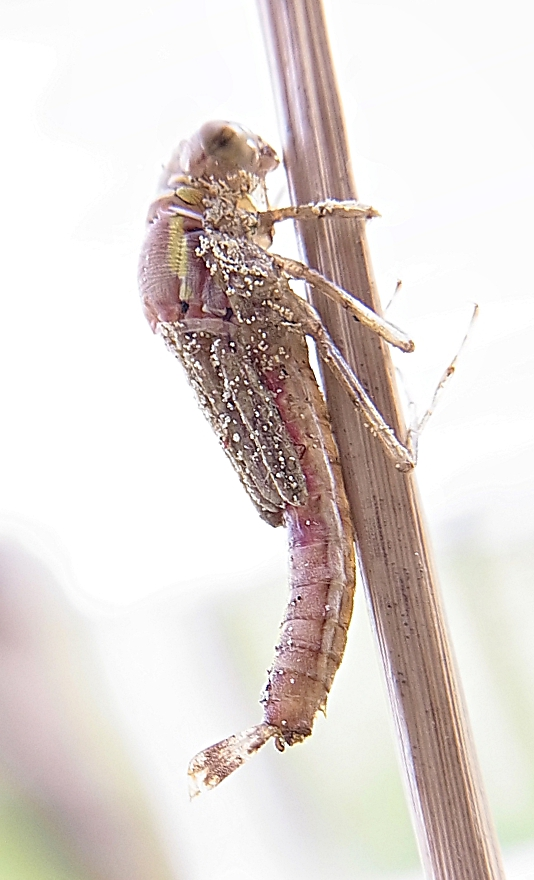
Miközben a növényzetre mászik
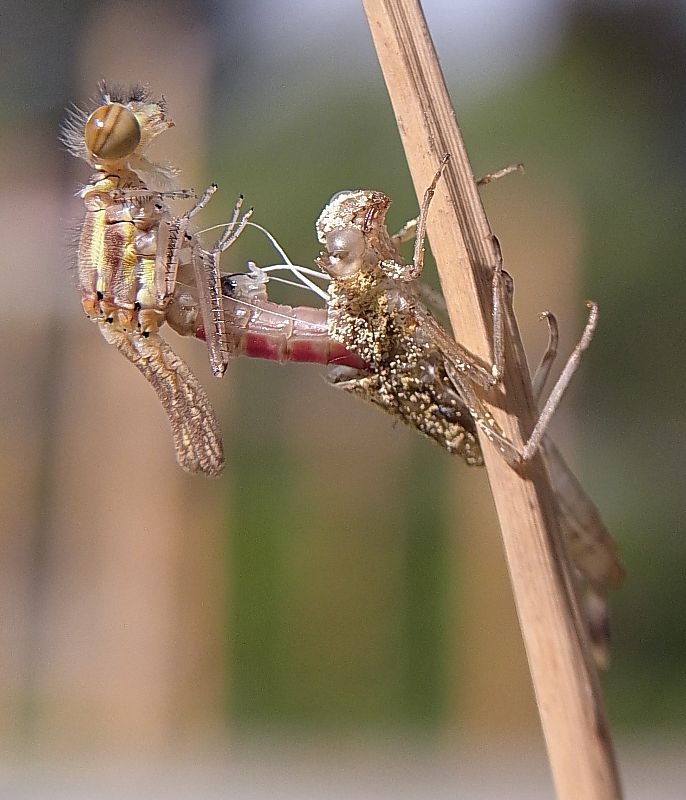
és vedlés közben